# Astarten
Die Astarten (Astartidae) sind eine Muschel-Familie aus der Ordnung der Carditida. Die ältesten Vertreter sind schon aus dem Devon bekannt.

## Merkmale
Die gleichklappigen, kleinen bis mittelgroßen Gehäuse sind im Umriss gerundet-dreieckig bis gerundet rechteckig. Die nach vorne eingerollten, relativ spitzen Wirbel sitzen meist mittig oder leicht zum Vorderende hin verschoben. Der Ventralrand ist gut gerundet.
Das Ligament liegt extern mit einer Nymphe (ohne definierte interne Ligamentgrube). Das heterodonte Schloss weist die Schlossformel 3a, 3b/2 und 4 auf; 3a kann reduziert sein und 5b kann oft vorhanden sein. Die seitlichen Laminae sind, wenn vorhanden in der linken Klappe, oft verdoppelt.
Die Ornamentierung besteht aus konzentrischen Rippen oder Anwachsstreifen, die sich zum Rand verschwinden können. Der Bereich um den Wirbel ist immer berippt. Auf der Schaleninnenseite werden periodisch Lagen von radialen Rippchen abgelagert. Es zwei meist etwa gleich große Schließmuskeln vorhanden. Die Mantellinie ist ganzrandig.

## Geographische Verbreitung und Lebensraum
Die Arten und Gattungen der Familie der Astarten sind weltweit verbreitet. Es handelt sich meist um Kaltwasserarten, die vom Flachwasser bis in mehrere Tausend Meter Wassertiefe vorkommen. Sie leben halb oder ganz eingegraben in Schlamm- und Feinsandböden dicht unter der Sedimentoberfläche, da ihre Siphonen recht kurz sind.
Die meisten (alle?) Arten der Familie brüten ihre Eier im Mantelraum aus. Die Nachkommen verlassen die Mantelhöhle als fertige Jungmuscheln.

## Taxonomie
Das Taxon wurde 1844 von Alcide Dessalines d’Orbigny aufgestellt. Philippe Bouchet und Jean-Pierre Rocroi (2010) und Joseph Carter (et al., 2011) unterteilen die Familie in sieben Unterfamilien:
- Astarten (Astartidae d’Orbigny, 1844)
  - Astartinae d’Orbigny, 1844
    - Astarte J. de C. Sowerby, 1816
      - Astarte acuticostata (Friele, 1877)
      - Nördliche Astarte (Astarte borealis (Schumacher, 1817))
      - Astarte crebricostata Macandrew & Forbes, 1847
      - Gerippte Astarte (Astarte elliptica (Brown, 1827))
      - Falster-Astarte (Astarte falsteri Høpner Petersen, 2001)
      - Astarte montagui (Dillwyn, 1817)
      - Astarte sulcata (Mendes da Costa, 1778)

    - †Coelastarte Boehm, 1893 (Jura)
    - Digitaria S. V. Wood, 1853
      - Digitaria digitaria (Linnaeus, 1758)

    - Gonilia Stoliczka, 1871
      - Gonilia calliglypta (Dall, 1903)

    - Goodallia Turton, 1822
      - Sanddorn-Astarte (Goodallia triangularis (Brown, 1827))

    - †Hemipelex Gardner & Campbell, 2007 (nom. nov. pro Hemimenia Gardner & Campbell, 2002 non Hemimenia Nierstrasz, 1902)[3]
    - †Neocrassina Fischer, 1887[4]
    - †Nicaniella Chavan, 1945
    - †Notoastarte Gardner & Campbell, 2002
    - †Oxyeurax Gardner & Campbell, 2007 (nom. nov. pro Oxyloma Gardner & Campbell, 2002, non Oxyloma Westerlund, 1885)[3]
    - †Praeconia Stoliczka, 1871 (Trias/Jura)

  - Astartellinae Boyd & Newell, 1968
    - Astartella Hall & Whitney, 1858
    - †Permartella Yancey, 1985 (Perm)
    - †Astartellopsis Beurlen, 1954
    - †Megapraeconia Chavan, 1952
    - †Prorokia Böhm, 1883

  - †Eriphylinae Chavan, 1952
    - †Amphiaraus Vokes, 1946
    - †Astartemya Stephenson, 1941
    - †Crassatellina Meek, 1871
    - †Crassatellopsis Beushausen, 1895
    - †Eriphyla Gabb, 1864
    - †Freiastarte Chavan, 1952
    - †Herzogina Chavan, 1950
    - †Lirodiscus Conrad, 1869

  - †Holdhausiellinae Beurlen, 1954
    - †Holdhausiella Mendes, 1952

  - †Opinae Chavan, 1952
    - †Coelopis Fischer, 1887
    - †Opis Defrance, 1824
    - †Opisoma Stoliczka, 1871
    - †Seebachia Holub & Neumayr, 1882
    - †Trigonastarte Bigot, 1885

  - †Pinzonellinae Beurlen, 1954
    - †Pinzonella Reed, 1932

  - †Trigonopinae Gardner & Campbell, 2002
    - †Trigonopis Fischer, 1887[4]

  - Indet. Unterfamilie
    - †Astartoides Wen & Lan, 1976 (Kreide)
    - †Balantioselena Speden, 1962 (Trias)
    - †Lyapinella Zakharov, 1970 (Jura/Kreide)
    - †Middalya Dickins, 1956 (Perm)
    - †Nargunella Talent, 1963 (Devon)
    - †Pressastarte Zakharov, 1970  (Jura/Kreide)
    - †Taxocardia Olsson & Harbison, 1953 (Quartär)
    - †Woodia Deshayes 1860 (Eozän)

## Belege